# Amori imprevisti di un rispettabile biografo
Amori imprevisti di un rispettabile biografo (According to Mark) è un romanzo di Penelope Lively del 1984. Il libro partecipò alla selezione finale del Booker Prize.

## Trama
Mark Lamming, un biografo, conduce una vita tranquilla a Londra con la moglie Diana, che lavora in una galleria. Al fine di ottenere informazioni sul defunto scrittore e saggista Gilbert Strong, su cui ha intenzione di scrivere un, Mark visita la nipote di Strong, Carry. Lei gestisce un centro di giardinaggio a Dean Close, la villa in cui Strong viveva. Mark soggiorna a Dean Close per diversi giorni, e si innamora di Carry. Dopo un po' decide di visitare Hermione, la madre di Carry che vive in Francia, al fine di farle alcune domande circa il rapporto tra lei e suo padre, Gilbert Strong. Chiede a Carry di accompagnarlo, in parte perché ha bisogno di parlare con la madre e in parte perché vuole passare del tempo con lei. Con un po' di esitazione, Carry accetta, e insieme partono per la Francia, mentre Diana, la moglie di Mark ha in programma di raggiungerli in seguito.
Il viaggio in Francia si trasforma in un fiasco. Durante il viaggio, Mark e Carry copulano in diversi alberghi. Quando arrivano a casa di Hermione, Carry diventa estremamente solitaria a causa del modo in cui sua madre la tratta. Diana, che nel frattempo è arrivata, è sconvolta dallo stato in cui si trova la casa, e Mark scopre che, dopo tutto, Hermione non è la persona giusta da cui ottenere informazioni per il suo libro. Lasciano la casa di Hermione e progettano di visitare numerose città e villaggi francesi. Carry si sente molto a disagio durante il viaggio con Mark e Diana, e li lascia senza dire una parola mentre sono in un supermercato. Viaggia a Parigi, dove conosce Nick, un inglese.
Tornata in Inghilterra, Carry annuncia a Mark di essersi innamorata di Nick. Mark e Carry risolvono i loro problemi e Mark parte per Porlock, un villaggio nel nord dell'Inghilterra dove spera di saperne di più sulla vita di Gilbert Strong. Si stabilisce a casa di un maggiore la cui zia Irene aveva conosciuto Strong. Per la gioia di Mark, il maggiore fornisce un mucchio di lettere che Strong aveva spedito a Irene. Queste lettere risolvono il mistero della vita di Strong che Mark ha cercato di scoprire da quando ha iniziato a lavorare alla biografia: Strong era stato profondamente innamorato di Irene, che morì poco tempo dopo il loro primo incontro. Strong non era mai stato in grado di superare questa perdita.
Questi risultati permettono a Mark di capire ciò che ha reso Strong incapace di avere relazioni a lungo termine con le donne. Avendo scoperto ciò, Mark è convinto di avere tutte le informazioni di cui ha bisogno per finire il suo libro su Forte. Lascia Porlock e si dirige verso Londra dove visita Carry per l'ultima volta.

## Edizioni
- Penelope Lively, Amori imprevisti di un rispettabile biografo, traduzione di Corrado Piazzetta, Guanda, 2011,  p. 286, ISBN 978-88-6088-420-6.